# كم جونغ وو (لاعب كرة قدم)
كيم جونغ وو (بالكورية:김정우)، من مواليد 9 مايو 1982، لاعب كرة قدم كوري جنوبي.
و قد كان يلعب مع نادي ألسان هيونداي منذ عام 2004، وهو يلعب حاليا مع نادي ناغويا غرامبوس إيت الياباني.
و هو يلعب مع منتخب كوريا الجنوبية لكرة القدم منذ عام 2004.

## كأس آسيا 2007
و قد سجل هدف في مرمى منتخب أندونيسيا لكرة القدم.

## وصلات خارجية
- قالب:K League player
- كيم جونغ وو على موقع الاتحاد الدولي (مؤرشف)  (الإنجليزية)
- كيم جونغ وو على موقع رابطة كرة القدم اليابانية للمحترفين (اليابانية)
- كيم جونغ وو على موقع دوري كوريا الجنوبية (الإنجليزية)
- كيم جونغ وو على موقع قاعدة بيانات كرة القدم.إي يو (الإنجليزية)
- كيم جونغ وو على موقع ناشيونال فوتبول تيمز (الإنجليزية)
- كيم جونغ وو على موقع Soccerway.com (الإنجليزية)
- كيم جونغ وو على موقع كووورة
- كيم جونغ وو على موقع أوليمبيديا (الإنجليزية)

1. ↑  Includes one appearance and one goal considered non-international.